# Ходжаахмедов, Бахтияр Хамракулович
Бахтияр Хамракулович Ходжаахмедов (туркм. Bahtiýar Hamrakulowiç Hojaahmedow; 14 февраля 1985) — туркменский футболист, защитник. Выступал за национальную сборную Туркменистана.

## Клубная карьера
Имеет опыт выступлений в чемпионате Узбекистана, отыграл один сезон за «Бухару».
В 2011—2012 году играл за марыйский «Мерв».
В 2013 году вместе с футбольным клубом «Балкан» выиграл Кубок президента АФК в Малайзии.
С 2014 года играл за ашхабадский «Алтын Асыр», в первый же год в составе которого стал чемпионом Туркменистана. Затем представлял клубы «Копетдаг», «Энергетик» (Мары), «Мерв». Летом 2019 года перешёл в «Шагадам».

## Карьера в сборной

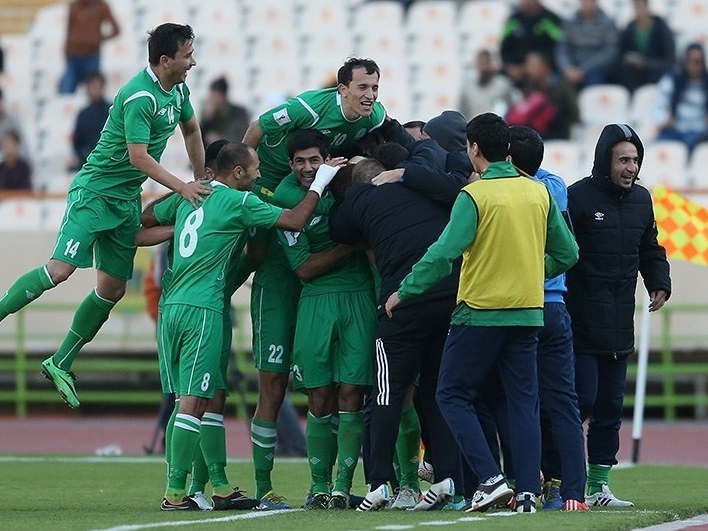
Ходжаахмедов (№ 8) в игре за сборную Туркменистана против Ирана

За национальную сборную дебютировал 18 мая 2008 года товарищеском матче против Омана. Первый гол забил в рамках Кубка вызова 2014 против Лаоса (5:1). Всего в 2008—2017 годах провёл 39 матчей за сборную и забил один гол.

#### Голы за сборную Туркменистана
| #  | Дата        | Место          | Соперник | Гол | Счёт | Соревнование          |
| -- | ----------- | -------------- | -------- | --- | ---- | --------------------- |
| 1. | 20 мая 2014 | Адду, Мальдивы | Камбоджа | 5-1 | 5-1  | Кубок вызова АФК 2014 |

### Достижения
- Чемпион Туркменистана: 2014, 2015
- Кубок президента АФК: 2013
- Суперкубок Туркменистана: 2015, 2016
- Кубок Туркменистана: 2015